# James Anderson (masón)

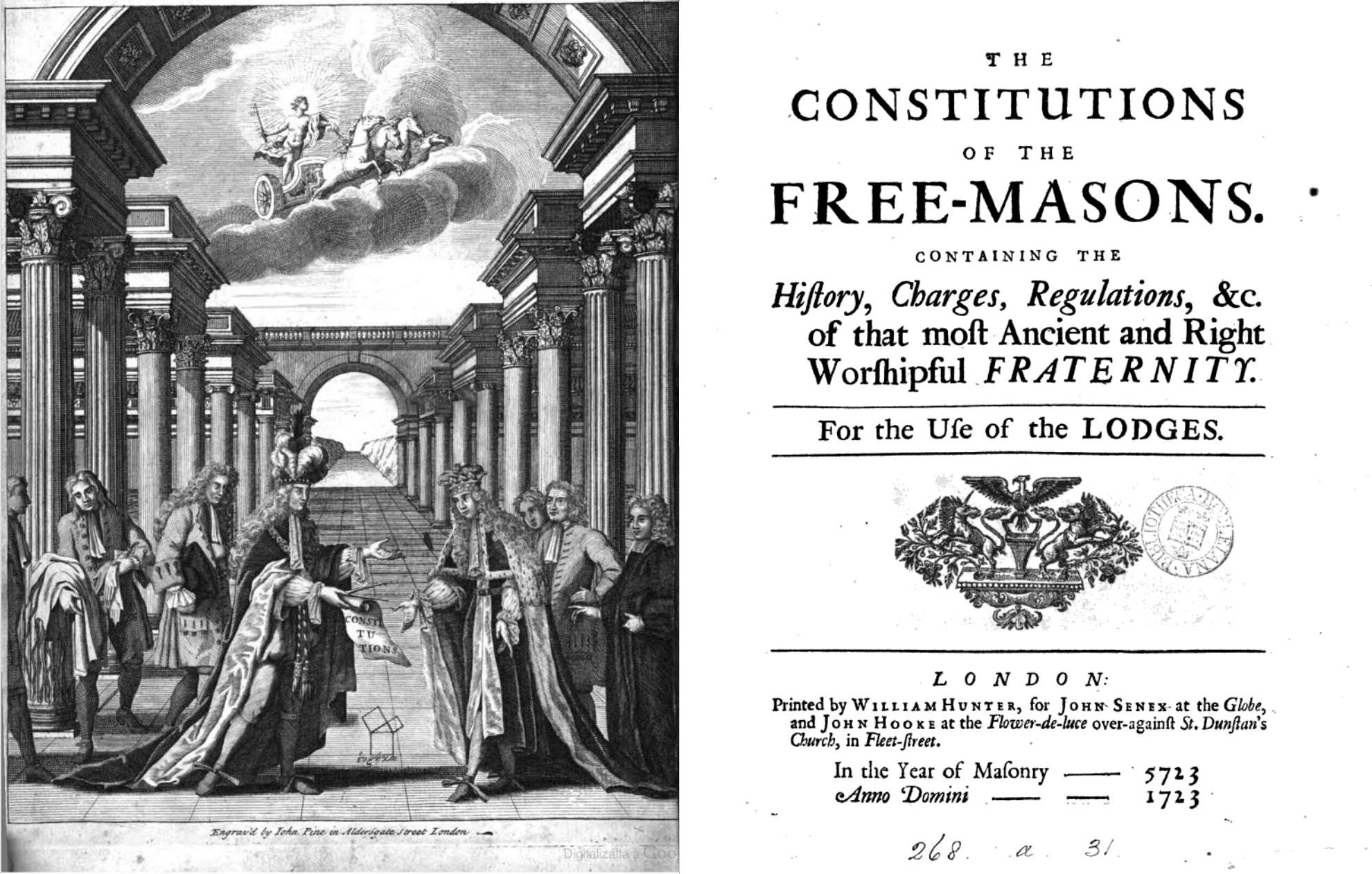
Constituciones de Anderson, 1723.

James Anderson (Aberdeen, Escocia, 1678-Londres, 1739) fue un pastor presbiteriano y masón escocés, coautor, junto a John Theophilus Desaguliers, de la primera Carta Constitucional de la francmasonería moderna o especulativa, conocida comúnmente como las Constituciones de Anderson.[cita requerida]
El reverendo presbiteriano James Anderson nació probablemente en Aberdeen, Escocia, emigró a Londres en algún momento antes de asumir el control y arriendo de una capilla presbiteriana en la calle Swallow, hacia 1709-1710. El 29 de septiembre de 1721, el Gran Maestro de la Gran Logia de Londres (Primera Gran Logia de la francmasonería moderna), el duque de Montagu, le ordenó "digerir las viejas constituciones góticas en un nuevo y mejor método". La primera edición de las constituciones, incluidas las cargas de un francmasón, se publicó en 1723, y tuvo una primera modificación en 1738.[cita requerida]
En otros textos, aparece que el encargo de las "Constituciones" tenía por objeto modificar el Reglamento recopilado por Payne en los dos años anteriores. Al parecer, Anderson era hijo de un miembro de la logia de Aberdeen (de la que había sido secretario).[cita requerida]